# Ґрдзелі Чала
Ґрдзелі Чала (груз. გრძელი ჭალა) — село в Грузії.
За даними перепису населення 2014 року в селі проживає 28 осіб.